# Centromochlinae
Die Centromochlinae sind eine Unterfamilie der Falschen Dornwelse (Auchenipteridae), zu der fast 40 Arten gehören. Sie kommen nur in Südamerika vor.

## Merkmale
Die Centromochlinae werden je nach Art 3,5 bis 19 cm lang. Die Unterfamilie wird durch drei nicht homoplasische Merkmale diagnostiziert. Die Afterflosse geschlechtsreifer Männchen ist zu einem samenleitenden, nach hinten gerichteten, parallel zur Wirbelsäule stehenden Begattungsorgan umgewandelt, das aus Flossenstrahlen und den vergrößerten und ganz oder teilweise miteinander verschmolzen proximalen Flossenträgern (Radialia), den teilweise verknöcherten distalen Flossenträgern und den langen und verdickten Hämalbögen angrenzender Wirbel besteht. Die Geschlechtspapille entwickelt sich aus einem Hautlappen an der Afterflossenbasis. Männchen besitzen drei entwickelte unverzweigte Afterflossenstrahlen. Der Erste ist der kürzeste. Er hat etwa ein Viertel der Länge des Zweiten und zusammengewachsene Segmente (nicht bei T. brunnea). Der zweite und der dritte unverzweigte Afterflossenstrahl sind dick. Bei einigen Arten liegt unmittelbar vor den unverzweigte Afterflossenstrahlen ein häutiger Kiel.

## Gattungen und Arten
- Gattung Centromochlus
  - Centromochlus existimatus Mees, 1974
  - Centromochlus ferrarisi Birindelli et al., 2015
  - Centromochlus heckelii De Filippi, 1853
  - Centromochlus macracanthus Soares-Porto, 2000
  - Centromochlus megalops Kner, 1858
  - Centromochlus meridionalis Sarmento-Soares et al., 2013
  - Centromochlus musaica (Royero, 1992)
  - Centromochlus orca Sarmento-Soares et al., 2017
  - Centromochlus perugiae Steindachner, 1882
  - Centromochlus reticulatus Mees, 1974
  - Centromochlus romani Mees, 1988
  - Centromochlus schultzi Rössel, 1962
- Gattung Gelanoglanis
  - Gelanoglanis nanonocticolus Soares-Porto, Walsh, Nico & Netto, 1999
  - Gelanoglanis pan Calegari et al., 2014
  - Gelanoglanis stroudi Böhlke, 1980
  - Gelanoglanis varii Calegari & Reis, 2017
- Gattung Glanidium
  - Glanidium albescens Lütken, 1874
  - Glanidium botocudo Sarmento-Soares & Martins-Pinheiro, 2013
  - Glanidium catharinensis Miranda-Ribeiro, 1962
  - Glanidium cesarpintoi Ihering, 1928
  - Glanidium leopardum Hoedeman, 1961
  - Glanidium melanopterum Miranda-Ribeiro, 1918
  - Glanidium ribeiroi Haseman, 1911
- Gattung Tatia